# Blaha Lujza tér (Metró Budapest)
Blaha Lujza tér ist eine 1970 eröffnete Station der Linie M2 der Metró Budapest und liegt zwischen den Stationen Keleti pályaudvar und Astoria.
Die Station befindet sich am gleichnamigen Platz (benannt nach Lujza Blaha)  in der Nähe des Café New York im VIII. Budapester Bezirk (Józsefváros).

## Galerie

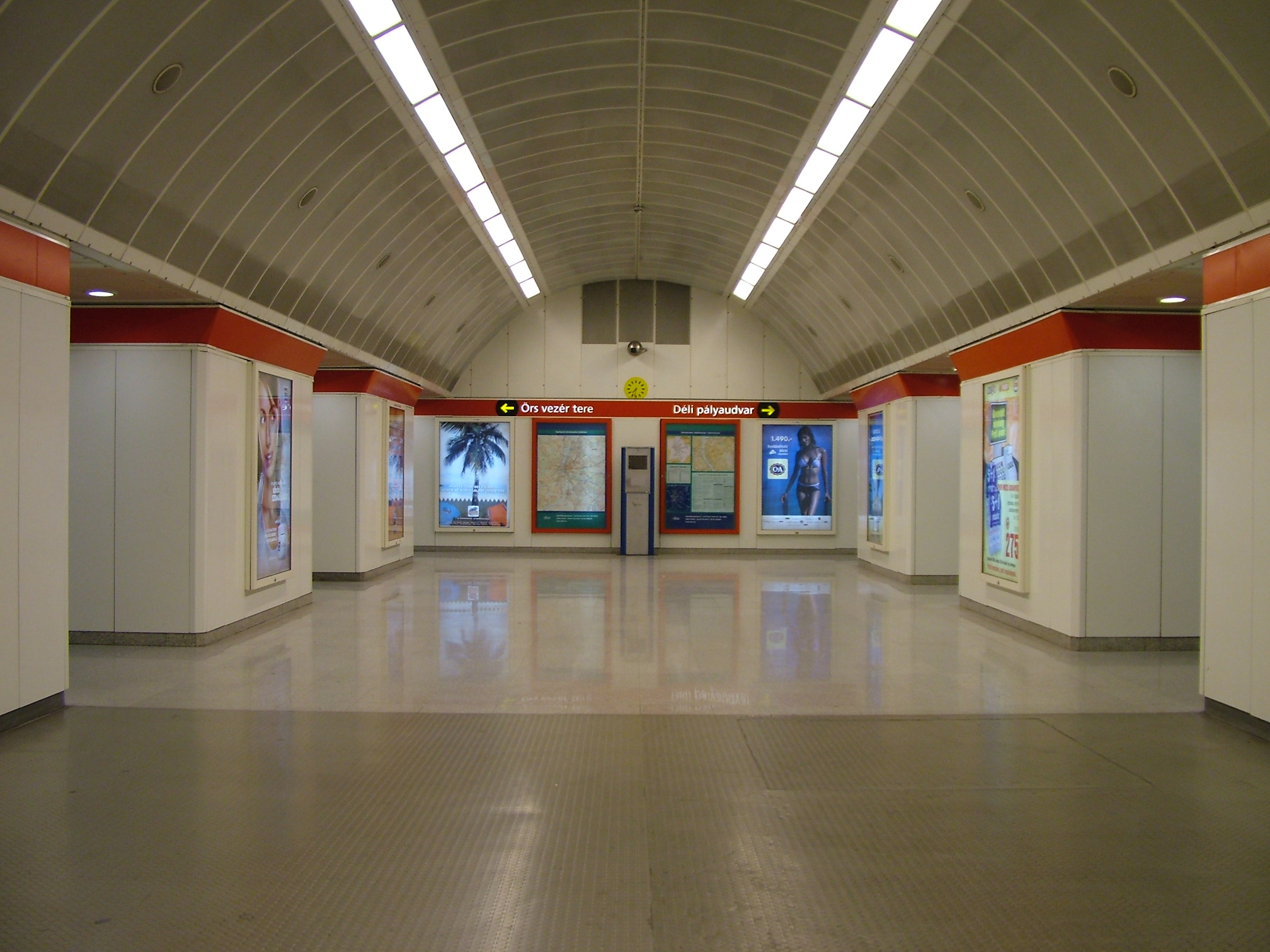
Mittlere Röhre
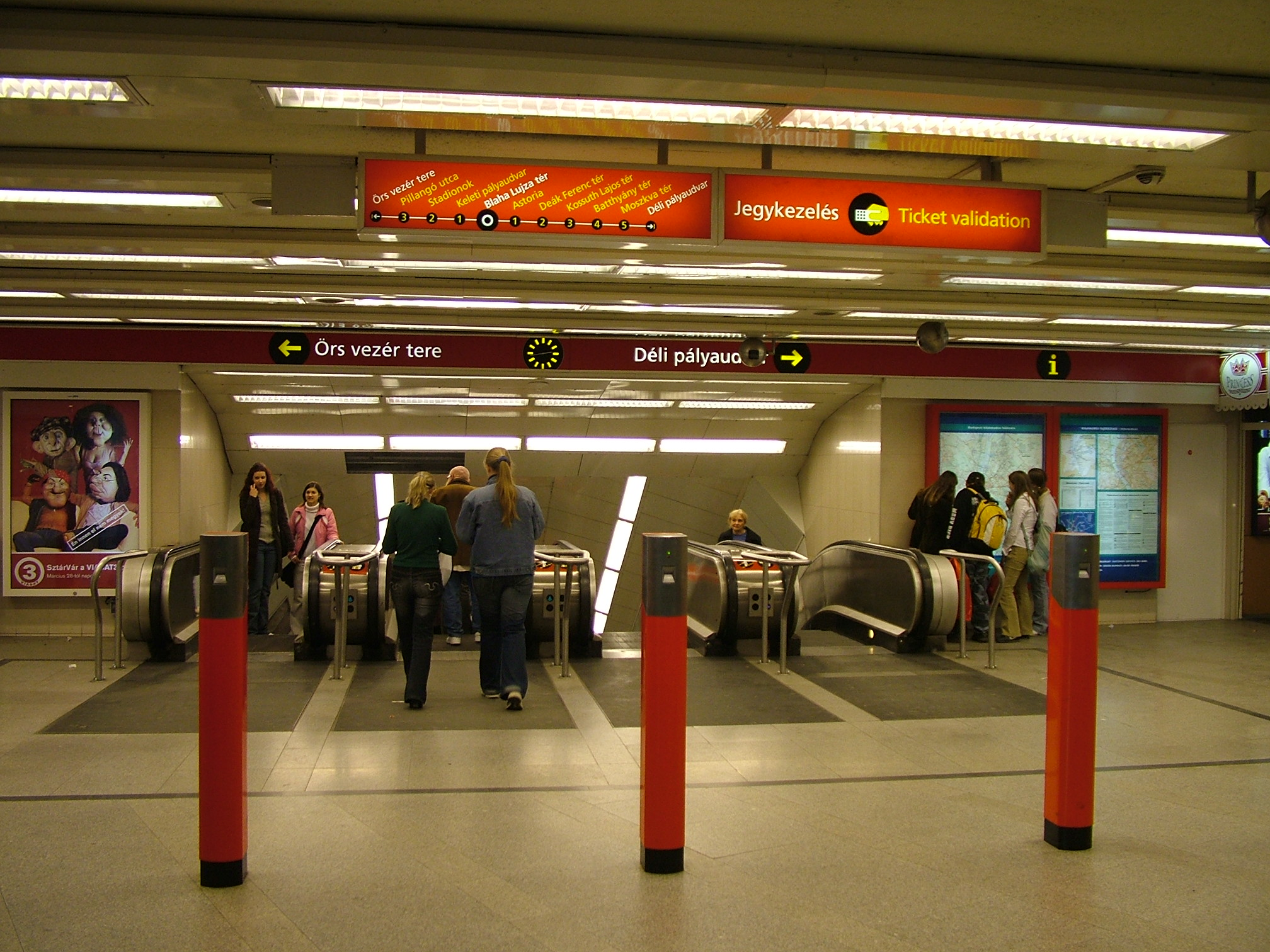
Zugang zu den Rolltreppen
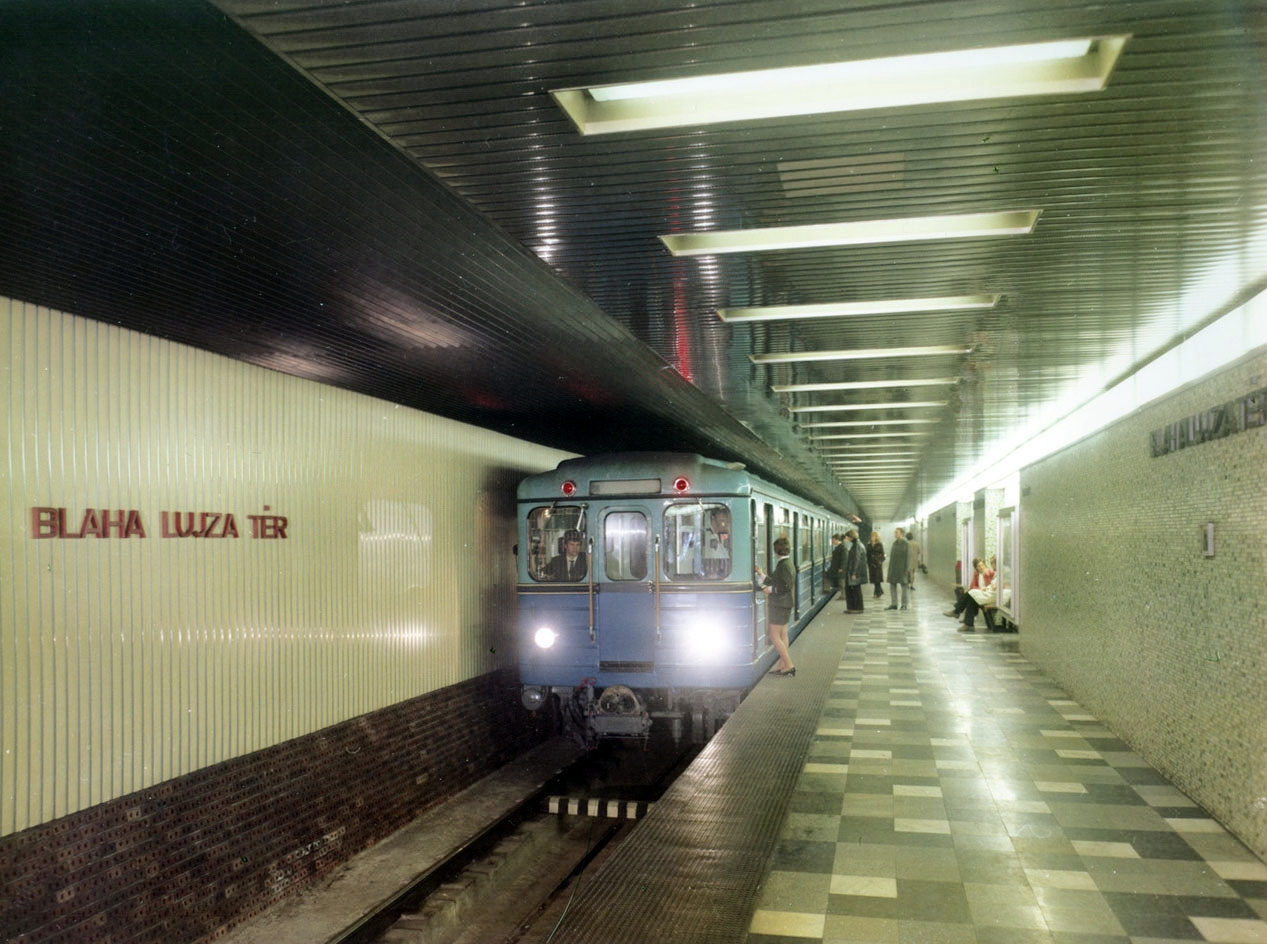
Historisches Bild (1971)